# Delia pilicerca
Delia pilicerca är en tvåvingeart som beskrevs av Masayoshi Suwa 1974. Delia pilicerca ingår i släktet Delia och familjen blomsterflugor. Inga underarter finns listade i Catalogue of Life.